# Marokkanischer Dirham

100-Dirham-Banknote von 2013 (Rückseite)

Der Marokkanische Dirham (arabisch درهم مغربي, DMG dirham maġribī; 1 Dh = 100 Centimes, arabisch Sg. سنتيم santīm) ist die Währung von Marokko. Der ISO-4217-Code (Währungskürzel) ist MAD.
Auf den aktuellen Banknoten ist König Mohammed VI. abgebildet.
Es existieren Münzen mit den Nennwerten 10 und 20 Centimes, ½, 1, 2, 5 und 10 Dirham, und Banknoten mit 20, 50, 100 und 200 Dirham. In einer Serie von 1987 gab es außerdem 10-Dirham-Banknoten.
Der marokkanische Dirham ist keine frei konvertible Währung. Der Import und Export von Dirhams wird von Marokkos Office des Changes gesetzlich reglementiert, von Zoll und Polizei bei Ein- und Ausreise aber nur selten kontrolliert. Die Ein- und Ausfuhr von bis zu 1.000 MAD wird meist toleriert (Stand Oktober 2009).
Im marokkanischen Alltag weit verbreitet ist das Rechnen in Rial und Franc anstelle von Dirham. Dabei entspricht der Franc einem Centime und der Rial 5 Centimes.